# キャシー・リョン
キャシー・リョン（梁雨恩、Cathy Leung、1985年7月9日-）は、香港出身の歌手。本名は梁曉茵。身長168cm、かに座。香港中文大学ホテル・旅行管理学卒業。

## 音楽作品

### ミニアルバム
| リリース日    | タイトル                   | トラック |
| 2007年9月10日 | 《Under The Sun (CD+DVD)》 | - CD 1. 最佳配樂 2. 怎麼怎麼 3. 地下鐵 4. 追你 5. 二人座 6. 全世界失戀 7. 到處都是傳奇 8. 到此一遊 - DVD 1. Making Of My Debut - 布吉96小時 2. 追你（MV） 3. 怎麼怎麼（MV） 4. 最佳配樂（MV） 5. 二人座（MV） |

## 参加出演

### 常勤歌手デビュー前
- 中大キャンパスラジオ 「十、十五、二十」 ゲスト司会
- エラ・クーン『暗恋航空』MV ゲスト出演
- 赤子『唯一愛』MV ゲスト出演
- 『全世界失恋』MV（TVB版）
- RTHK 太陽計画閲読Teen 2005
- TVB翡翠歌星賀台慶2005 「Diva弦動華麗楽章」
- RTHK 「Hello Teen Power」（2006年7月10日）
- RTHK 職安Power全起動06/07検閲礼
- ラグナ・シティ・ショッピングセンター 苗圃助學長征2006
- 第十八回CASH流行曲創作大賽 演繹作品：『二人座』

### 常勤歌手デビュー後
- TVBミュージックチャンネル 「Boom部落格」 司会
- Beauty Tech
- 香港MTR広告
- ウェルカム広告
- コカ・コーラ広告（中国）
- RTHK『愛一點回家』
- 『怎麼怎麼』MV（TVB版）
- RTHKTeen Power Web J
- Pacino Wan 2007
- De Beers関連商品
- TVB翡翠歌星賀台慶2007「迷人兵LADY」